# Takbir

Takbir.

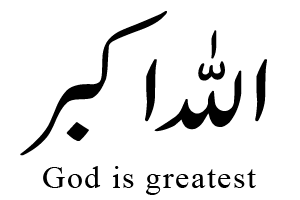
Em árabe, "Deus é o maior".

Takbīr ou taquebir (تَكْبِير) é uma palavra em árabe que significa "louvor, exaltação, glorificação, magnificação, celebração". No uso religioso, o takbīr refere-se à  frase Allahu Akbar (الله أكبر) que traduzida para o português significa "Deus é o maior".
Na prática religiosa muçulmana, o takbīr é usado em uma ampla gama de contextos. A descrição de Deus (Alá em Árabe) como akbar (o maior) é uma expressão da transcendência de Deus como um princípio epistemológico muçulmano central. O takbīr é usado com freqüência na devoção religiosa e na prática social. A chamada islâmica para a oração (azan) e a chamada para iniciar a oração (iqāmah) ambos contêm o pronunciamento do takbīr. A oração, de acordo com as escolas sunitas e xiitas, começa com a expressão obrigatória e consecratória do takbīr. Também é recomendado recitá-lo após cada uma das posições assumidas sucessivamente durante a oração.
Uma fórmula de takbīr é recitada na véspera da última noite de jejum durante o mês do Ramadã com a confirmação de que a lua do mês de Shawwal foi avistada. Recomenda-se continuar a recitação do takbīr até o início da oração na manhã seguinte marcando o Eid al-Fitr. Além disso, o Profeta Maomé teria encorajado a recitação do takbīr em todos os ritos do haje e, mais geralmente, na conclusão de uma jornada. Embora haja desacordo sobre o número prescrito, a oração funerária veio conter a recitação do takbīr quatro vezes em contextos sunitas e cinco vezes em ritos funerários xiitas.
Na vida religiosa diária e na expressão cultural, o takbīr tem uma ampla gama de uso, abrangendo toda a cultura muçulmana, que vão desde o início do abate legal de animais, até a adulação e exuberância durante um sermão ou desempenho cultural e, inversamente, até mesmo comunicar um senso de choque ou angústia após a descoberta da morte de um ente querido. Muito utilizada por muçulmanos (às vezes também por cristãos árabes) como reverência a Deus, a frase aparece em algumas bandeiras de países árabes, e também é usado como preposição para Alá, como por exemplo o Iraque. Também aparece na bandeira do Irã que apesar de não ser um país árabe é uma república islâmica.
A frase tem sido usada desde o princípio do Islão como um grito de batalha durante a guerra. Foi usado pela primeira vez  por Maomé na batalha de Badr, a primeira grande batalha do Islã  e  tornou-se bem  conhecida no Ocidente devido ao seu uso habitual como "grito de guerra" no terrorismo jihadista.